# Simeon ben Gamaliel I.
Rabban Simeon ben Gamaliel I. (auch: Simon ben Gamliel I. etc.) war Tannaite der ersten Generation im ersten nachchristlichen Jahrhundert, wirkte zur Zeit des Jüdischen Kriegs und war laut Josephus ein „Mann voller Einsicht und Verstand“, stand allerdings in Gegnerschaft zu Josephus.
Er wird zu den Zehn Märtyrern gezählt, die unter Kaiser Hadrian getötet wurden.
Er war Urenkel Hillels und um das Jahr 50 Vorsitzender des Synhedrions. Als Führungspersönlichkeit der Pharisäer war er eine treibende Kraft im Aufstand gegen die Römer, während dessen er vermutlich starb oder fiel.
In den Sprüchen der Väter (I., 17) lobt er vor allem die Tugend der Schweigsamkeit.